# Cratere Hussey
Hussey  è un cratere sulla superficie di Marte.